# The Sound and the Fury (film, 2014)
Cet article possède un paronyme, voir Le Bruit et la Fureur (homonymie).
Pour plus de détails, voir Fiche technique et Distribution.
The Sound and the Fury est un film américain réalisé par James Franco et sorti en 2014. Il s'agit de l'adaptation du roman Le Bruit et la Fureur de William Faulkner.

## Synopsis
Années 1920, comté de Yoknapatawpha. La famille Compson a été l'une de ces riches familles du sud des États-Unis. Aujourd'hui, ils sombrent dans l'alcoolisme et l'abjection. La jeune Caddy Compson rêve de fuir cet univers familial décadent et austère. Elle décide donc de fuguer et rencontre un beau forain.

## Fiche technique
- Titre original : The Sound and the Fury
- Réalisation : James Franco
- Scénario : James Franco et Matt Rager, d'après le roman Le Bruit et la Fureur (The Sound and the Fury) de William Faulkner
- Musique : Tim O'Keefe
- Direction artistique : Jerel Levanway et Eric Morrell
- Décors : Kristen Adams
- Costumes : Caroline Eselin (it)
- Photographie : Bruce Thierry Cheung
- Montage : Ian Olds
- Production : Caroline Aragon, Lee Caplin et Vince Jolivette 
  - Producteur délégué : Nesim Hason
  - Coproducteurs : Kirk Michael Fellows, Cynthia Huffman, Scott Reed et Ron Singer
- Sociétés de production : Lee Caplin / Picture Entertainment, Made In Film-Land, New Films International et Rabbit Bandini Films[1]
- Budget : 1 000 000 $[2]
- Pays de production :  États-Unis
- Langue originale : anglais
- Genre : drame
- Durée : 101 minutes
- Dates de sortie[3] :
  - Italie : 5 septembre 2014 (Mostra de Venise 2014)
  - États-Unis : 23 octobre 2015

## Distribution
- James Franco : Benjy Compson
- Tim Blake Nelson : Jason Compson III
- Scott Haze : Jason Compson IV
- Loretta Devine : Dilsey
- Ahna O'Reilly : Caddy Compson
- Jacob Loeb : Quentin Compson
- Joey King : Miss Quentin
- Kylen Davis : Luster
- Dwight Henry : Roskus
- Logan Marshall-Green : Dalton Ames
- Jim Parrack : Herbert Ames
- Keegan Allen : l'homme à la cravate rouge
- Seth Rogen : le télégraphiste (caméo)
- Danny McBride : le shérif (caméo)

## Production

### Développement
Le film est l'adaptation cinématographique du roman Le Bruit et la Fureur (The Sound and the Fury) de William Faulkner, publié en 1929. Ce roman avait déjà été porté à l'écran dans Le Bruit et la Fureur de Martin Ritt, sorti en 1959. James Franco avait quant à lui déjà adapté une œuvre de l'auteur en 2013, avec le film Tandis que j'agonise.

### Attribution des rôles
Danny McBride, Ahna O'Reilly, Scott Haze, Tim Blake Nelson et Logan Marshall-Green avaient déjà tourné sous la direction de James Franco dans Tandis que j'agonise (2013). Scott Haze et Tim Blake Nelson sont également présents dans Child of God (2013).

## Distinctions

### Sélections
- Festival international du film de Toronto 2014 : sélection « Special Presentations »
- Festival international du film de Venise 2014 : hors compétition